# Anouk Maas
Pour les articles homonymes, voir Maas.
Anouk Maas, née le 31 juillet 1986 à Tilbourg, est une actrice, chanteuse et présentatrice néerlandaise.

## Filmographie

### Téléfilms
- 2008 : The Show of Music : Liesl
- 2012 : Moordvrouw
- 2012 :  Van God Los (nl) : Bazin met hond
- 2012 : Moeder, ik wil bij de Revue (nl)	: Willy
- 2012-2017 :  Goede tijden, slechte tijden : Zoë Xander
- 2016 : Danni Lowinski (nl) : Wiebke

## Discographie

### Comédies musicales
- 1997-1999 : Annie : Annie
- 2005 : We Will Rock You
- 2006 : Fame : Serena
- 2006-2007 : Cats : Swing
- 2007 : Saturday Night Fever : Anette
- 2007-2008 : Evita : Maîtresse
- 2008-2009 : The Sound of Music : Liesl
- 2009-2010 : Hairspray : Amber von Tussle
- 2010 : Joseph and the Amazing Technicolor Dreamcoat
- 2010-2011 : La Cage aux folles : Anne Dindon
- 2011-2012 : Miss Saigon
- 2012-2013 : Shrek the Musical : Fiona
- 2013-2014 : Flashdance : Alex
- 2014-2015 : The Sound of Music : Maria von Trapp
- 2015-2016 : Beauty & the Beast : Belle
- 2016-2017 : Hair : Sheila

## Animation
- 2013-2014 : Nick Battle (nl) : Présentatrice
- 2014-2016 : Nick in de Box : Présentatrice
- 2015 : Musical Sing-a-Long : Présentatrice
- 2015 : Cool Factor (nl)	: Présentatrice
- 2016 : Nick in trouble : Présentatrice
- 2017 : Snap Het (nl) : Présentatrice
- 2017 : Nickelodeon Kids' Choice Awards 2017 : Présentatrice
- 2017 : De Race naar de KCA's : Présentatrice